# Ghiacciaio Dickey
Il ghiacciaio Dickey è uno ghiacciaio lungo circa 22 km situato nella regione meridionale della Terra di Oates, nell'Antartide orientale. Il ghiacciaio, il cui punto più alto si trova a circa 800 m s.l.m., si trova sulla costa di Shackleton e ha origine dal versante settentrionale del passo Bridge, da cui fluisce verso nord scorrendo tra la dorsale dei Ricognitori, a ovest, e l'estremità settentrionale della dorsale Nash, a est, fino a entrare nella baia di Beaumont, andando così ad alimentare la barriera di Ross.

## Storia
Il ghiacciaio Dickey è stato mappato da membri dello United States Geological Survey (USGS) grazie a fotografie aeree scattate dalla marina militare statunitense (USN) nel periodo 1960-62, e così battezzato dal Comitato consultivo dei nomi antartici in onore del capitano Willie M. Dickey, della USN, che comandò le unità di supporto navale presso la Base Little America V nell'inverno del 1957.